# Gogo
Gogo és un gènere de peixos pertanyent a la família dels ancàrids que es troba a Madagascar.

## Taxonomia
- Gogo arcuatus (Ng & Sparks, 2005)[3]
- Gogo atratus (Ng, Sparks & Loiselle, 2008)[4]
- Gogo brevibarbis (Boulenger, 1911)[5]
- Gogo ornatus (Ng & Sparks, 2005)[6]